# 부산 중앙중 SC
부산 중앙중 SC는 부산광역시에 위치한 under-15팀 유형의 축구단이다. 본래 부산중앙중학교의 축구부원으로만 구성되어 있었으나, 2021년부터 클럽팀으로 전환하여 활동중이다.2023년 전국중등주말리그애서 전승우승과 춘계전국중등대회에서 준우승을 하였다.

## 참고 문헌
- “KFA 통합경기정보 시스템”. 대한축구협회.

## 같이 보기
- 부산중앙중학교